# Tell Touqan
Tell Touqan (tiếng Ả Rập: تل طوقان, cũng đánh vần Tell Toqan hoặc Tall Tukan) là một ngôi làng ở phía tây bắc Syria, một phần hành chính của Tỉnh Idlib, nằm cách Aleppo khoảng 45 km về phía đông nam. Các địa phương lân cận bao gồm Tell Sultan và Tell Kalbah ở phía đông, Abu al-Thuhur ở phía đông nam, Shaykh Idris ở phía tây nam, Kafr Amim ở phía đông, Saraqib ở phía đông bắc và Jazraya ở phía bắc. Theo Cục Thống kê Trung ương Syria (CBS), Tell Touqan có dân số 3.531 người trong cuộc điều tra dân số năm 2004.

## Lịch sử
Làng Nói Touqan được xây dựng trên đỉnh một tell lớn ("gò nhân tạo"). Các gò có diện tích khoảng 27 ha, bao quanh bởi phần còn lại của một bức tường cao cũng như một bức tường bên trong chu vi và khoảng trống ở giữa các bức tường. Điều này cho thấy sự tồn tại trước đó của một tòa thành với cổng. Những tàn tích của một đô thị cũng nằm trên gò đất. Có ý kiến cho rằng Tell Touqan tương ứng với Thaknu trong danh sách định cư của pharaoh Ai Cập Thutmose III và danh sách Tukhan của hoàng đế Assyria của Tiglath-pileser II. Địa điểm này nằm cách Thành phố Ebla 15 km về phía bắc, đã được xác định là thành phố "Ursa'um" thời đại đồ đồng, từng là một trung tâm khu vực chính trong thế kỷ 24 trước Công nguyên. Nghiên cứu toàn diện hơn cho thấy Ursa'um gần gũi hơn với Gaziantep ở Thổ Nhĩ Kỳ. Một số chuyên gia khảo cổ học cho biết nhận dạng của Tell Touqan với Ursa'um là không thể. Nó đã bị người Assyria phá hủy cùng thời với Ebla, nhưng sau đó được xây dựng lại sau khi tái lập Ebla.
Tell Touqan được đặt theo tên của Abdullah Touqan, một người theo đạo Hồi trong khu vực ("thủ lĩnh") của bộ tộc Mawali. Người Mawali là những bộ lạc du mục Hồi giáo không phải người Ả Rập thống trị miền bắc Syria trước thế kỷ 18. Trước khi có được tên hiện tại, ngôi làng được gọi là Tell al-Dahab, được dịch là "Golden Mound".
Vào cuối thế kỷ 20 và đầu 19. Tell Touqan là một phong kiến (musha) làng. Vào giữa những năm 1950, chỉ có bảy trong số 56 gia đình của làng là chủ đất. 49 gia đình còn lại được thuê làm công nhân nông trại hoặc người chia sẻ. Khoảng 19 feddans thuộc sở hữu của người sáng lập Tell Touqan và con cháu của ông, mười người thuộc sở hữu của một người đứng đầu bộ lạc, Shaykh Nuri, người định cư trong làng, và bảy feddans còn lại thuộc sở hữu của bốn cư dân khác. Chế độ phong kiến của Tell Touqan không có nguồn gốc sâu xa và hầu hết đất đai được giao cho chủ sở hữu của nó bởi chính phủ Ottoman. Sau khi củng cố sự cai trị của Đảng Baath xã hội chủ nghĩa ở Syria, hệ thống này đã kết thúc.